# Ksar-el-Kebir
Ksar-el-Kebir (arabisch القصر الكبير, DMG al-Qaṣr al-Kabīr ‚große Festung‘, Zentralatlas-Tamazight ⵍⵇⵚⵕ ⵍⴽⴱⵉⵔ Lqṣṛ Lkbir, spanisch: Alcazarquivir, portugiesisch: Alcácer-Quibir) ist eine Stadt mit ca. 125.000 Einwohnern in der Provinz Larache in der Region Tanger-Tétouan-Al Hoceïma im Norden von Marokko.

## Lage und Klima
Die Stadt liegt in einer Höhe von knapp 20 m im Tal des Flusses Loukos etwa auf halbem Weg zwischen Larache (ca. 33 km Fahrtstrecke nordwestlich) an der Atlantikküste und Ouezzane (ca. 54 km südöstlich). Sie liegt im Norden der Gharb-Ebene, einem der ertragreichsten landwirtschaftlichen Gebiete Marokkos. Das Klima ist für marokkanische Verhältnisse eher gemäßigt und regenreich.

## Bevölkerung
| Jahr      | 1994    | 2004    | 2014    | 2024    |
| Einwohner | 107.065 | 107.380 | 126.617 | 124.701 |

Die Einwohner sind größtenteils berberischer Abstammung, doch spielt dies im Norden Marokkos kaum eine Rolle. Man spricht hauptsächlich Marokkanisch-Arabisch; Berberdialekte hört man eher selten. Durch den Zuzug von Landbevölkerung ist die Stadt seit der Unabhängigkeit Marokkos (1956) enorm gewachsen; ihre Infrastruktur ist jedoch für dieses Wachstum nicht ausgelegt.

## Wirtschaft
Die Stadt ist das handwerkliche und merkantile Zentrum einer Vielzahl von Dörfern in der Umgebung, aber auch Dienstleistungsunternehmen wie Banken, Bildungseinrichtungen und Krankenhäuser finden sich hier.

## Geschichte

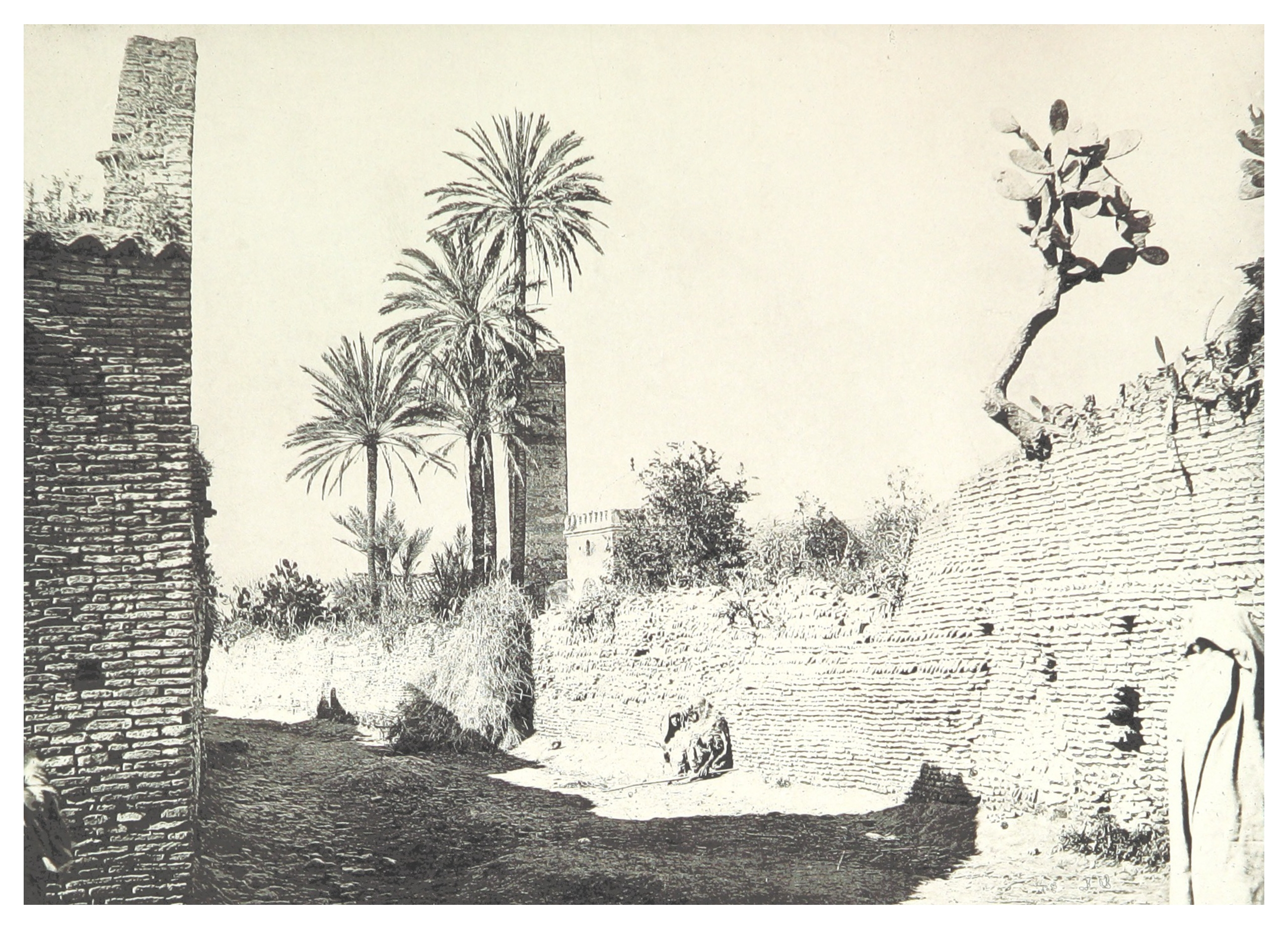
Reste der äußeren Stadtmauer (1880)

Im ersten Jahrtausend v. Chr. wurde die Stadt als Kolonie Karthagos gegründet. Im römischen Reich gehörte die Stadt unter ihrem antiken Namen Oppidum Novum zur Provinz Mauretania Tingitana.
Im Jahr 720 wird der Ort als Karawanserei mit dem Namen Ketama Souk an den Handelsstraßen nach Al-Andalus und Fès erwähnt. Im 12. Jahrhundert wurde die Stadt unter der Herrschaft der Almohaden mit Stadtmauern befestigt. Ksar-el-Kebir bedeutete „große Festung“; es gab eine erste Zuwanderungswelle durch andalusische Flüchtlinge. Im Jahr 1492 flohen Muslime und Juden vor der Reconquista der Spanier aus Al-Andalus und siedelten sich teilweise im damaligen Alcazarquivir an; sie brachten ihre jeweiligen kulturellen Gewohnheiten mit.
Im Jahr 1578 versuchte der noch junge portugiesische König Sebastian in der Nachfolge des Kreuzzugsgedankens und der Reconquista Marokko zu christianisieren. Die Mission scheiterte an Truppen unter Abu Marwan Abd al-Malik in der Schlacht der drei Könige von Alcazarquivir.

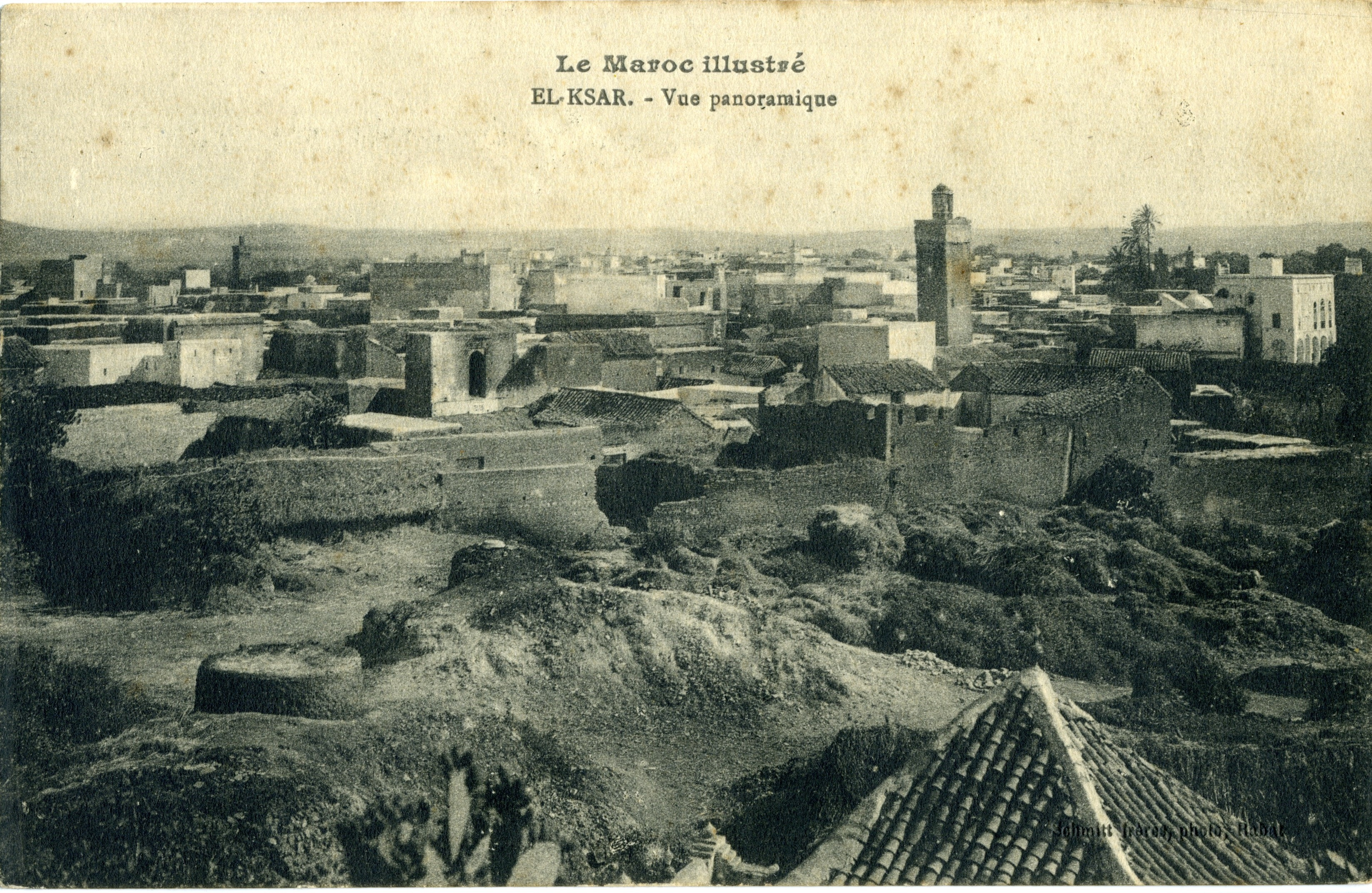
Postkarte von Alcazarquivir von 1900

Sultan Mulai Ismail ließ um 1700 bedeutende Teile der Stadtmauern abtragen, nachdem ihn der örtliche Fürst verärgert hatte. Über Alcazarquivir herrschte damals die Familie Samia Rachidi.
Von 1911 bis 1956 gehörte Ksar-el-Kebir zum Protektorat Spanisch-Marokko; die Stadt war Garnisonsstadt des spanischen Besatzungsheers. Seit dem Abzug der spanischen und französischen Besatzer hat sich die Stadt als regionaler Marktplatz der landwirtschaftlich genutzten Umgebung des Loukkos-Gharb-Tales mit Markt am Sonntag entwickelt.

## Persönlichkeiten
- Soulaimane Raissouni (* 1972), marokkanischer Journalist und Menschenrechtsaktivist
- Mohamed Katir (* 1998), spanischer Leichtathlet